# Bahamské královské námořnictvo
Bahamské královské námořnictvo je jedinou složkou ozbrojených sil státu Bahamy. Jedná se o malé námořnictvo, které v roce 2008 tvořilo 850 mužů. Hlavní základnou námořnictva je Coral Harbour na ostrově New Providence. Charakter námořnictva je dán především přírodními podmínkami státu tvořeného tisíci ostrovů, nacházejícího se v oblasti častého výskytu hurikánů a pašování narkotik. Jádrem bahamské floty jsou různé typy hlídkových plavidel a výsadkových člunů. Bahamské válečné lodě mají v názvu předponu HMBS.

## Vývoj

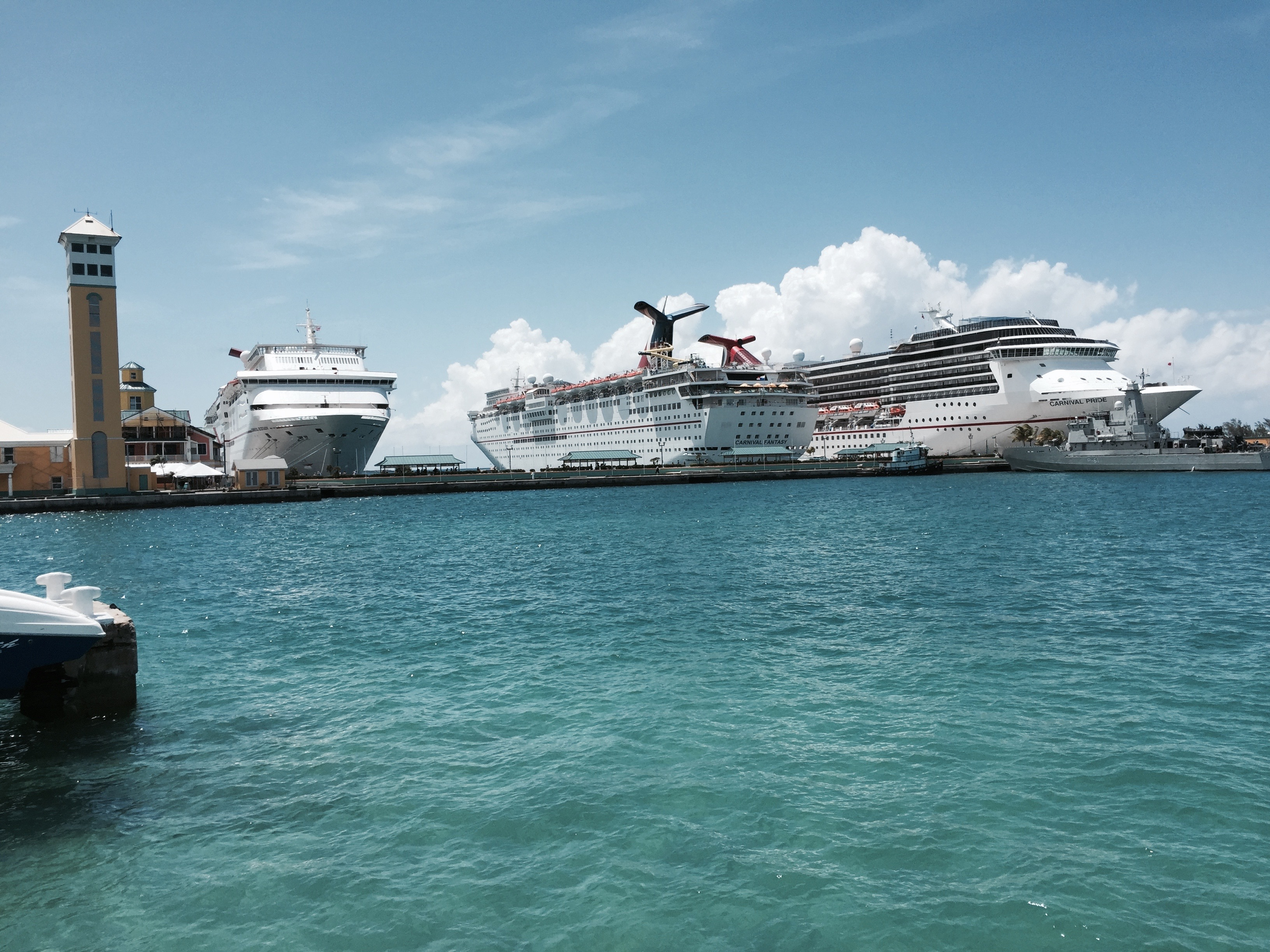
Trojice výletních lodí a hlídková loď Nassau (P61) kotvící v přístavu Nassau

Předchůdcem bahamského námořnictva byla námořní divize tamní policie, vytvořená roku 1971 (svůj první hlídkový člun Sea Lion však bahamská policie získala už roku 1958). Jednotka používala čtyři hlídkové čluny třídy Keith Nelson sloužící především k potírání pašeráků narkotik. Postupem času tato jednotka přestávala stačit na úkoly, které na ni byly kladeny, a proto bylo rozhodnuto o její přeměně na námořnictvo, k čemuž oficiálně došlo roku 1979.
Kolem roku 2008 tvořily jádro námořnictva dvě hlídkové lodě třídy Bahamas, hlídkový člun Marlin (P 01), tři hlídkové čluny třídy Protector a dva bývalé americké kutry třídy Cape.
V dubnu 2013 bahamská vláda podepsala s nizozemskou loděnicí Damen Group šestiletý zbrojní kontrakt ve výši 232 milionů dolarů. Kontrakt na všeobecný rozvoj bahamského námořnictva byl součástí projektu Sandy Bottom. Stal se největší zbrojní zakázkou v historii bahamských ozbrojených sil. V rámci kontraktu byla objednána stavba devíti nových válečných lodí - čtyř hlídkových člunů Damen Stan 4207, čtyř hlídkových člunů Damen Stan Patrol 3007 a jednoho vyloďovacího plavidla typu Ro/Ro Damen Stan Lander 5617. Další částí zakázky se stala střednědobá modernizace obou hlídkových lodí třídy Bahamas a dále modernizace přístavů Coral Harbour na ostrově New Providence, Gun Point na ostrově Ragged Island a Mathew Town na ostrově Great Inagua.

## Složení

### Hlídkové lodě

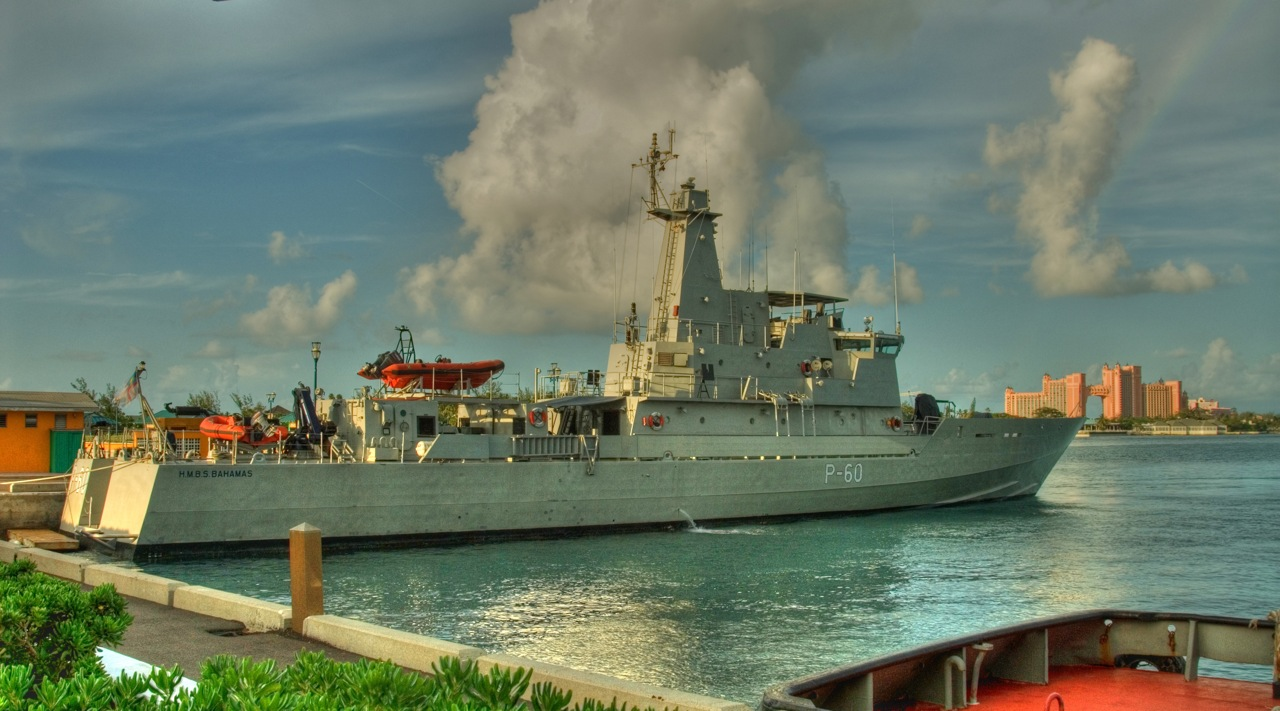
Bahamas (P60)

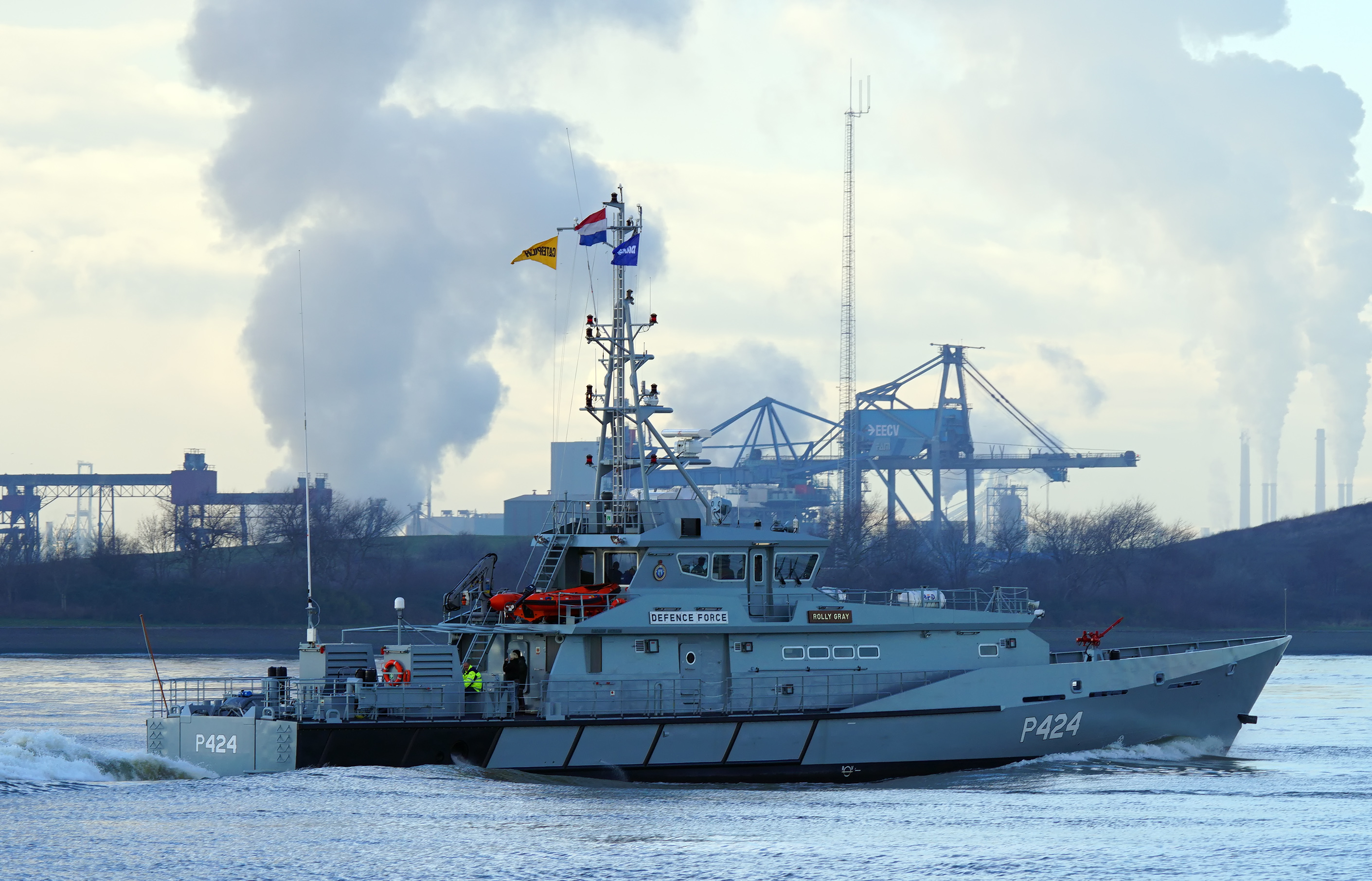
Rolly Gray (P424)

- Třída Bahamas[1]
  - Bahamas (P60)
  - Nassau (P61)

- Damen Stan Patrol 4207
  - Arthur Dion Hannah (P421)
  - Durward Knowles (P422)
  - Leon Livingstone Smith (P423)
  - Rolly Gray (P424)

- Damen Stan Patrol 3007 (4 ks)
  - Lignum Vitae (P301)
  - Cascarilla (P302)
  - Kamalamee (P303)
  - Madeira (P304)

### Pomocné lodě

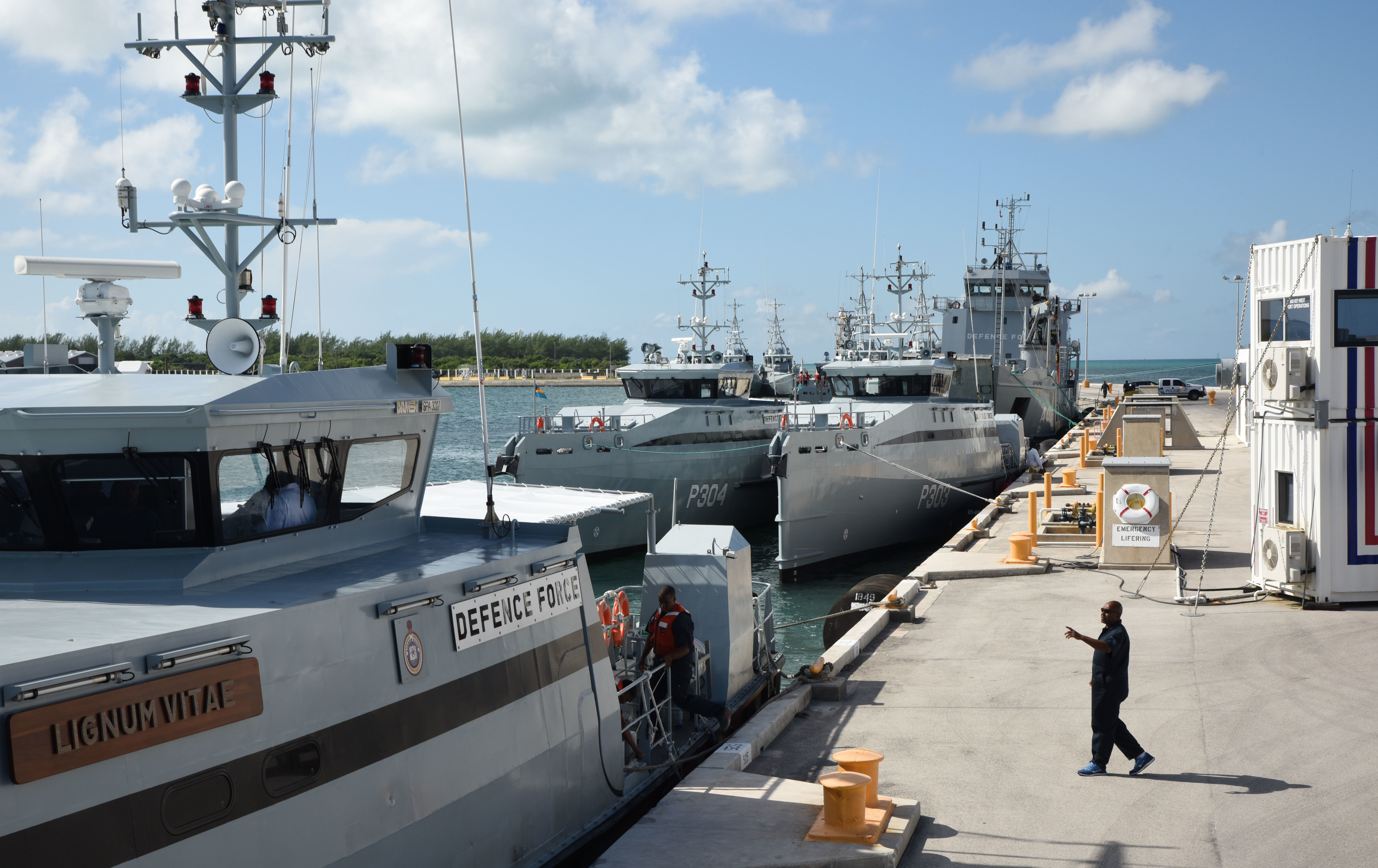
Hlídkové lodě Damen SPa 3007

- Damen Stan Lander 5612 (1 ks)
  - Lawrence Major (A01)